# 珀伯爾巴赫河
50°50′12″N 13°40′33″E / 50.83667°N 13.67583°E
珀伯爾巴赫河是德國的河流，位於該國東部，流經薩克森自由州，屬於紅魏瑟里茨河的左支流，河道全長12.5公里，河口處在施米德貝格。